# Jin (Sprache)

Geographische Verbreitung der chinesischen Sprachen

Jin oder Jinyu (chinesisch 晉語 / 晋语, Pinyin jìnyǔ) gehört zur Gruppe der Chinesischen Sprachen. Während manche Linguisten Jin als eigenständigen Dialekt oder eigene Sprache betrachten, wird es von anderen den Nordchinesischen Dialekten (Mandarin) zugeordnet.
Das Verbreitungsgebiet Jins erstreckt sich über weite Teile der Chinesischen Provinz Shanxi und der Inneren Mongolei sowie über manche Regionen der Provinzen Hebei, Shaanxi und Henan. Insgesamt wird Jin von etwa 48 Millionen Menschen gesprochen, das damit zu den 30 meistgesprochenen Sprachen der Welt gehört.

## Klassifikation
Bis in die 1980er Jahre betrachtete man Jin als Nordchinesischen Dialekt. Ab 1985 vertrat Li Rong seine These, dass Jin eine eigenständige Sprachengruppe wie Kantonesisch oder Wu sei. Den Eintrittston ordnete er als eigenständiges Kategoriekriterium ein, ähnlich wie den Glottisschlag in den Wu-Dialekten, aber ganz verschieden gegenüber den Nordchinesischen Dialekten. Weitere Linguisten akzeptierten später diese Klassifizierung, einige sehen es aber immer noch anders. Die hauptsächlichen Einwände sind:
1. Sprachen und Dialektgruppen werden normalerweise nicht auf einer einzigen Funktion hin abgegrenzt, sondern von einer ganzen Gruppe an Unterscheidungsmerkmalen zwischen der Sprachengruppe und anderer verwandter Sprachen sowie gegenseitige Verständlichkeit.
2. Bestimmte andere Nordchinesische Dialekte beinhalten auch den Glottisschlag, insbesondere die Jianghuai-Dialekte, und bisher hat noch kein Linguist hier an eine Splittung dieser Dialekte gedacht.
3. Im Gegensatz zu Wu und Yue (die kantonesische Sprache) ist Jin mit anderen Dialekten (Regiolekten) des Mandarins gegenseitig verständlich.

## Dialekte
Jin wird in acht verschiedene Dialekte unterteilt:
- Bingzhou, gesprochen in Zentral-Shanxi und Taiyuan
- Lüliang, gesprochen in West-Shanxi und Nord-Shanxi
- Shangdang, gesprochen in Südost-Shanxi
- Wutai, gesprochen in einigen nördlichen Regionen von Shanxi und zentral in der Inneren Mongolei
- Datong-Baotou, gesprochen in einigen nördlichen Regionen von Shanxi und zentral in der Inneren Mongolei
- Zhangjiakou–Hohhot, gesprochen in Nordwest-Hebei und einigen Regionen der zentralen Inneren Mongolei
- Handan-Xinxiang, gesprochen in Südost-Shanxi, Süd-Hebei und Nord-Heinan
- Zhidan–Yanchuan (志丹-延川)

## Das Sprachdenkmal Eintrittston
Eine Besonderheit des Jin ist die Erhaltung des Eintrittstons. Jin gehört – wie Hochchinesisch – zu den Tonsprachen, bei denen gleiche Silben mit verschiedenen Tönen (z. B. aufsteigender Ton, abfallender und dann aufsteigender Ton, hoher Ton) ausgesprochen werden und dann völlig verschiedene Bedeutungen haben. Während im Hochchinesischen nur 4 dieser Töne erhalten sind, hat Jin einen fünften Ton, den sogenannten Eintrittston (入聲 / 入声,  rù shēng). Dieser Eintrittston ist ein Ton von sehr kurzer Dauer und endet auf einen Konsonanten oder Knacklaut. Sein Klang wird beschrieben als „wie ein Pfeil, der in ein Holzbrett einschlägt“.